# Tetraommatus basifemoralis
Tetraommatus basifemoralis là một loài bọ cánh cứng trong họ Cerambycidae.